# 巴代西
巴代西（義大利語：Badesi），是意大利撒丁大区薩薩里省的一个市镇。总面积30.71平方公里，人口1883人，人口密度61.3人/平方公里（2009年）。ISTAT代码为104005。